# Vên
Albums de Eluveitie
Spirit
(2006)
Vên est le premier EP et la première production officielle du groupe de Folk metal suisse Eluveitie. Il est sorti le 18 octobre 2003 en auto-production. Cette démo a été réédité en août 2004 (Fear Dark Records), puis en 2008 (Twilight Vertrieb).

## Musiciens
- Chrigel Glanzmann - chant, flûte irlandaise, uilleann pipes, mandore, guitare acoustique, bodhrán
- Gian Albertin - Chant, basse
- Dani Fürer - Guitare
- Yves Tribelhorn - Guitare
- Dario Hofsetter - Batterie
- Dide Marfurt - Vielle à roue, cornemuse
- Philipp Reinmann - Bouzouki irlandais
- Mattu Ackerman - Violon
- Sevan Kirder - Bagpipe, flute, sifflet

## Liste des titres
1. D'vêritû Agâge D'bitu – 2:29
2. Uis Elveti – 4:12
3. Ôrô – 2:17
4. Lament – 4:08
5. Druid – 6:35
6. Jêzaïg – 4:45

- La réédition de 2008 comporte en plus le vidéo-clip du titre Of Fire, Wind & Wisdom présent sur l'album Spirit.